# マンション建替え
マンション建替え（マンションたてかえ）では、主に2000年代の日本における住宅マンションの建替えに関する背景、諸問題、各種事情等について記述する。
日本では老朽化や高齢化進展に伴いマンション建替えを促進するためマンション建替え円滑化法などの法令が制定されている。高層ビルや公共施設の建替えとは異なる点として、権利者が多数に上り区分所有権などが絡む点や、事業成立まで長い年月がかかる点が挙げられる。

## 歴史
日本に本格的にマンションが建設されるようになったのは1950年以降、一般的になったのは1970年以降とされ、2000年代に入ると次第にマンションの老朽化などが問題となり始め、特に1995年（平成7年）1月17日に発生した阪神・淡路大震災以降1980年以前の旧耐震基準のマンションの耐震対策が叫ばれるようになった。そして2002年（平成14年）にはマンションの建替え等の円滑化に関する法律（マンション建替え円滑化法）などが制定されるなど、マンション建替えの機運が全国的に高まっていった。さらに2011年（平成23年）3月11日に発生した東日本大震災により首都圏都心部においても首都直下地震が危惧され、建替えの相談が増加し、円滑化法も容積率の緩和などを盛り込んで2014年（平成26年）に改正された。しかし、旧耐震基準の1980年以前に建てられたマンションは全国に100万棟近くあり、建替えられるのは費用の捻出できる都心部に偏っている。再開発型の複数のマンションを1棟に建替える事例も現れている。一方でコープオリンピアのように建て替えが検討されたものの、長期間停滞しているものもある。同様に公営団地においても大規模な建替えが進んでいる。大手不動産会社の長谷工コーポレーションには建替えに特化したマンション再生事業部も設置された。2011年には旭化成ホームズにマンション建替え研究所が設立されている（公共のためのサービス・システム部門で2013年度グッドデザイン賞を受賞）。新日鉄興和不動産は東京大学高齢社会総合研究機構と連携し超高齢社会に対応したマンション建替問題研究会を設立した。2010年には研究者、有識者らで構成される老朽化マンション対策会議（会長椎名武雄）が設立され、政府機関への建替えに関する提言を行っている。
マンション建替えなどに関する業界団体としてはマンション再生協議会（会長:林重敬横浜国立大学名誉教授）が存在する。

## 建替え方法・支援
- 区分所有者全員の合意で建替えを実施する方法
- 区分所有法の建替え決議を行う方法（5分の4以上の建替え決議で実施）
  - マンション建替え円滑化法を活用する場合は建替組合を設立し、権利変換手続きを実施。
  - マンション建替え円滑化法を活用しない場合は主に等価交換方式で行われ、建替え参加者の全員合意で行う。

容積率の未消化分を活用して低層から高層に建替え、戸数が増加した部分を分譲し、建て替え費用を捻出する事例が多い。しかし、容積率を消化している場合は建て替えに合意しても資金が不足してしまうことから、今後再び建て替える場合が懸念されている。
建て替えを兼轄に進めるため国土交通省によりマニュアルが整備されている。また、都市再生住宅制度、住宅金融支援機構によるまちづくり融資などを活用することができる

### 東京都の取り組み
建て替えを促進するために法改正後の2015年に東京都マンション建替法容積率許可要綱を策定し容積率を緩和することが可能となった（港区など特別区でもマンション建替法容積率許可要綱を制定）。2017年には東京都が東京都マンション再生まちづくり制度を創設し、マンション建替えを促進する目的で都が推進地区を指定している。
老朽マンション建替えを加速し災害に強い都市を目指すことを目的に、不動産会社が老朽マンションを買い取った場合に、別の場所に建てるマンションの容積率を上乗せすることができる制度を2019年度に創設する予定である。玉突きによる都内のマンションの建替えを促進する。
公益財団法人東京都防災・建築まちづくりセンターではマンション建替えに関するアドバイザーの派遣を行っている。

### 横浜市の取り組み
横浜市ではマンション建替促進事業として合意形成支援事業を創設し、市が資金を補助する。

## 事例
- 上目黒小川坂ハイツ - 全国初の建替え　1986年度日経優秀製品賞受賞。1986年3月竣工。
- アトラス諏訪町レジデンス - 1957年竣工の諏訪町住宅の建替え。マンション建替法による組合施行の全国第一号物件。2005年7月竣工。
- ザ・レジデンス稲毛台 - 旧日本住宅公団による初の分譲集合住宅をマンションに建替え[7]。2008年竣工。

- 横濱紅葉坂レジデンス - 花咲団地を建て替えて分譲。 第56回神奈川建築コンクール住宅部門優秀賞受賞。2011年竣工。
- ブリリア多摩ニュータウン - 諏訪2丁目住宅640戸を1249戸に建替え。1988年から建替えが検討され、多摩市役所や建設省への陳情なども行った。円滑化法などの制定により2010年に建て替えが議決され2013年に完成した[8]。
- オーベルグランディオ吉祥寺I・Ⅱ - 旧日本住宅公団が建設した牟礼団地が都市再生機構（UR） のプロデュースする「牟礼団地総合再生プロジェクト」の一環で建て替えられる。2014年1月～2016年2月竣工。
- シャトー三田 - 黒川建設が1964年に建設した高級マンションを建て替え。2014年12月竣工[9]。
- 桜上水ガーデンズ - 1965年竣工の桜上水団地の建替え。404戸から878戸の大規模マンションに再生。 2015年5月竣工。グッドデザイン賞受賞。
- ザ・パークハウス上野 - 最後の同潤会アパート上野下アパートの建替え。区分所有法制定以前の建物だったため管理組合が無く複雑な権利関係により計画は頓挫を繰り返した[10]。2015年8月竣工。
- プラウドシティ阿佐ヶ谷 - 奇跡の団地と呼ばれた旧日本住宅公団による阿佐ヶ谷住宅の建替え。紆余曲折経て2016年竣工。
- ザ・パークハウス早稲田 - 隣接する国有地を取得し一体化して建て替えることで経済的事情を解消した事例。2020年4月竣工。
- 宮益坂ビルディング - 1953年築日本最初の分譲マンション「旧宮益坂ビルディング」の建替え。2020年8月竣工。
- 若潮ハイツマンション建替え事業 - 第28回国民体育大会の選手村として建設された500戸を1000戸のマンションに建替え。千葉県内最大規模。2024年度に竣工。

超高層マンションへの建替え
- アトラスタワー六本木 - 全国初の共同建て替え。2009年11月竣工。
- ザ・神宮前レジデンス - 旧日本住宅公団による原宿団地の建て替え。地価高騰のあおりで頓挫するが、再スタートして2013年7月竣工。
- プラウドタワー白金台 - 単独建替えから共同建て替えに方針転換し34階建てに建替えられた。阪神・淡路大震災を契機に20年に渡り住民が建て替えに奔走した事例として紹介される[11]。2014年7月竣工。
- パークコート乃木坂ザタワー - 乃木坂ナショナルコートの建替え。2019年2月竣工。
- THE COURT 神宮外苑 - 外苑ハウスの建替え。 2020年1月竣工。
- 高輪一丁目共同建替計画 - 35階建ての超高層マンション「プレミストタワー白金高輪」に共同建て替え。 建て替えられたマンションとしては最高層。2021年11月竣工。
- イトーピア浜離宮建替え計画　- 特定緊急輸送道路沿道建築物として東京都から倒壊する可能性がある診断結果を2018年に公表されていた。2023年9月、32階建ての「ブリリアタワー浜離宮」として竣工予定[12]。
- 秀和青山レジデンスマンション建替計画 - 秀和レジデンスの第1号物件。26階建てのタワーマンションに建替え。2025年の完成を目指す[13]。

## テレビ番組
- 日経スペシャル ガイアの夜明け 築46年 マンション建替え物語（2003年7月15日、テレビ東京）[14]。- 東京・新宿区高田馬場にある、マンション建て替え円滑化法適用の第一号になると思われる築46年のマンションの建て替え決議までの半年を取材。